# Таммевалдма
Та́ммевалдма (ест. Tammevaldma küla) — село в Естонії, у волості Кастре повіту Тартумаа.

## Населення
Чисельність населення на 31 грудня 2011 року становила 62 особи.

## Географія
Через населений пункт проходить автошлях 22273 (Меллісте — Виипсте). Від села починається дорога 22274 (Мякса — Таммевалдма). 

## Історія
До 24 жовтня 2017 року село входило до складу волості Мякса.